# 科索沃奧林匹克委員會
科索沃奧林匹克委員會（塞爾維亞語： / Olimpijski komitet Kosova）是科索沃的國家奧林匹克委員會。該協會正式成立於1992年，2014年12月9日成為國際奧委會和奧林匹克運動的正式會員。
帕拉林匹克委員會在計畫中。

## 外部連結
- 官方網站 （页面存档备份，存于）
- 科索沃頁面 （页面存档备份，存于）在國際奧委會